# ۹۹ (پیش از میلاد)
۹۹ (پیش از میلاد) ۹۹مین سال قبل از تقویم میلادی است.